# Ljusgrå tapakul
Ljusgrå tapakul (Scytalopus speluncae) är en fågel i familjen tapakuler inom ordningen tättingar.

## Utbredning och systematik
Fågeln förekommer  i sydöstra Brasilien, från sydvästra Espírito Santo till norra Rio Grande do Sul). Den behandlas som monotypisk, det vill säga att den inte delas in i några underarter.

## Status
IUCN kategoriserar arten som livskraftig.